# Рацеховиці (гміна)
Гміна Рацеховиці (пол. Gmina Raciechowice) — сільська гміна в південній Польщі. Належить до Мисленицького повіту Малопольського воєводства.
Станом на 31 грудня 2011 у гміні проживало 6069 осіб.

## Площа
Згідно з даними за 2007 рік площа гміни становила 60.97 км², у тому числі:
- орні землі: 64.00%
- ліси: 26.00%

Таким чином, площа гміни становить 9.06% площі повіту.

## Населення
Станом на 31 грудня 2011:
| Опис     | Загалом | Загалом | Чоловіки | Чоловіки | Жінки | Жінки |
| -------- | ------- | ------- | -------- | -------- | ----- | ----- |
| одиниця  | осіб    | %       | осіб     | %        | осіб  | %     |
| все      | 6069    | 100     | 3028     | 49.89    | 3041  | 50.11 |
| міське   | 0       | 100     | 0        |          | 0     |       |
| сільське | 6069    | 100     | 3028     | 49.89    | 3041  | 50.11 |

## Сусідні гміни
Гміна Рацеховиці межує з такими гмінами: Вішньова, Ґдув, Добчиці, Йодловник, Лапанув.